# Reino de Caracena
Caracena (em grego: Χαρακηνή; romaniz.: Charakēnḗ; em latim: Characena) ou Mesena (em grego: Μεσσήνη; romaniz.: Mesenḗ; em latim: Mesena) ou Mexã foi um antigo reino asiático situado nas proximidades do rio Tigre, do Golfo Pérsico, do Império Parta e da região em que se estabeleceria o Império Sassânida. Seu surgimento data de um período entre 130 e 127 a.C., na Idade Antiga.
Por muito tempo, serviu como porto comercial para o comércio entre a Mesopotâmia e a Índia. Muitas vezes, moedas e esculturas são mostradas como fonte de informação sobre esse reino, principalmente quando se trata dos reis dessa civilização.

## História

### Origem
Caracena foi dada ao sátrapa Hispaosines pelo rei Antíoco VI. O rei queria que seu sátrapa reconstruísse a região, que havia sido atingida por uma enchente. Em 141 a.C., Hispaosines declarou a satrapia independente durante a invasão parta e foi recebido com o título de rei, reconhecido apenas em 127 a.C.. Depois disso, o rei conquistou parte da Pérsia e do Sul da Mesopotâmia, além da ilha de Barém (chamada na época de Tilos). Durante toda a sua existência foi um estado semi-autônomo, mas submetido ao Império Parta.

### Participação na Campanha de Trajano
Em 116 d.C., a Pártia foi invadida pelo Império Romano, liderado pelo imperador Trajano. As razões para tal invasão são desconhecidas, pois a maior parte dos relatos sobre ela estão fragmentados. Pesquisadores analisam a possibilidade de os Romanos quererem acesso à Caracena, entreposto comercial com a Índia, assim poderiam ter contato com o Golfo Pérsico e facilidade em transportar mercadorias e obter metais que estavam se tornando escassos. Relatos mostram que, numa visita a Cárax Espasinu, Trajano lamentou ter uma idade avançada e assim não ter chance de chegar à Índia, como fez Alexandre, o Grande. Roma teve acesso ao comércio com a Caracena e consequentemente teve contato com a Palmira. Possivelmente também havia um interesse na ilha de Barém, onde residiam alguns comerciantes da Palmira, principalmente após a morte de Trajano. Esses eventos ocorreram num momento próximo ao governo de Atambelo VII.